# S/2003 J 23
S/2003 J 23 — естественный спутник Юпитера.

## Открытие
S/2003 J 23 был обнаружен 6 февраля 2003 года группой астрономов из Гавайского университета под руководством Скотта Шеппарда. Спутник пока не получил официального названия.

## Орбита
S/2003 J 23 совершает полный оборот вокруг Юпитера на расстоянии в среднем 23 563 000 км за 732 дня, 10 часов и 32 минуты. Орбита имеет эксцентриситет 0,2714. Наклон ретроградной орбиты 146,314°. Принадлежит к группе Пасифе.

## Физические характеристики
Диаметр S/2003 J 23 составляет в среднем около 2 км. Плотность оценивается в 2,6 г/см³. Предположительно, состоит из силикатных пород. Очень тёмная поверхность имеет альбедо 0,04. Звёздная величина равна 23,6m